# María do Cebreiro
María do Cebreiro Rábade Villar (Santiago de Compostela, España, 1976) es una poeta, ensayista y doctora en Teoría de la Literatura.

## Biografía
Hija de los escritores Helena Villar Janeiro y Xesús Rábade Paredes y hermana del pianista de jazz Abe Rábade, se licenció en Filología Hispánica por la Universidad de Santiago de Compostela, donde ejerce en la actualidad como investigadora y profesora de Teoría de la Literatura. 
En 1998 vio la luz su primer libro de poemas O estadio do espello. Siguieron (nós, as inadaptadas) (2002, accésit do XXI Premio Esquío de Poesía en Lengua Gallega), Non queres que o poema te coñeza (2004, galardonado con el II Premio de Poesía Caixanova 2003), O barrio das chinesas (2005), Os hemisferios (2006), Cuarto de outono (2008), Non son de aquí (2008), Poemas históricos (2010), O grupo (2011) Os inocentes (2014), O deserto (Premio de la Crítica de poesía gallega y Premio da Crítica Galicia de Creación Literaria, 2015), A lentitude (2017) y Soños. Arquivos. Cartas (2018). 
En 2002 consigue el  Premio de Investigación Dámaso Alonso con la obra As antoloxías de poesía en Galicia e Cataluña, extraída de su tesis doctoral Aproximación teórica ó fenómeno antolóxico desde a perspectiva do espacio (2004),en la que ensaya una teoría de las antologías poéticas en el contexto literario peninsular, y más específicamente en las sociedades gallega y catalana contemporáneas. En el año 2005 publica As terceiras mulleres, ensayo trazado alrededor de la nueva manera de entender la representación de la subjetividad femenina y la creación artística hecha por mujeres. Ya en 2011 publica Fogar impronunciable. Poesía e pantasma donde reflexiona sobre la desaparición y la literatura como uno de los medios de representaicón histórica. 
Coordinó las colectáneas  A poesía é o gran milagre do mundo (2001), muestra de poesía gallega traducida al inglés, e Damas negras (2002), antología y traducción al gallego de canciones realizadas por mujeres.

## Obra poética
- O estadio do espello (Xerais, 1998)
- (nós, as inadaptadas) (accésit do XXI Premio Esquío de poesía en lingua galega; Sociedade de cultura Valle-Inclán, 2002)
- Non queres que o poema te coñeza (gañador do II Premio Caixanova de Poesía 2003; P.E.N. Clube de Galicia 2004)
- O barrio das Chinesas (O Correo Galego, 2005)
- Os hemisferios (Galaxia, 2006)
- Cuarto de outono (Sotelo Blanco, 2008)
- Non son de aqui (Xerais, 2008)
- Poemas históricos (2010)
- O grupo (2011)
- A guerra (Barbantesa, 2013) con Daniel Salgado
- A ferida (2013) con Ismael Ramos
- Os Inocentes (Galaxia, 2014)
- O deserto (Apiario, 2015)
- A lentitude (Chan da pólvora, 2017).
- Soños. Arquivos. Cartas (Xerais, 2018).

## Ensayo
- As antoloxías de poesía en Galicia e Cataluña (Universidade de Santiago de Compostela, 2004)
- As terceiras mulleres (Galaxia, 2005)
- Fogar impronunciable. Poesía e pantasma (Galaxia, 2011)

## Antologías coordinadas
- A poesía é o grande milagre do mundo / Poetry is the world´s great miracle (P.E.N. Clube de Galicia 2001)
- Damas negras: música e poesía cantada por mulleres (Xerais, 2002)